# Sankt Jakob Maurerdræberen
Sankt Jakob Maurerdræberen er navnet på repræsentationen (maleri, skulptur osv.) af apostlen Jakob den ældre som en legendarisk, mirakuløs figur, der optrådte i det også legendariske slag ved Clavijo og der hjalp de kristne med at overvinde de muslimske maurere.
Historien blev opfundet århundreder efter, at den påståede kamp skulle have fundet sted. Aspekter af det historiske slag ved Monte Laturce (859) blev indarbejdet i denne legende om slaget ved Clavijo, som Claudio Sánchez-Albornoz demonstrerede i 1948. 
Historikeren Jean Mitchell-Lanham siger: "Mens denne begivenhed er baseret på legende, har den formodede kamp givet et af de stærkeste ideologiske ikoner i den spanske nationale identitet."
I det 17. århundrede foreslog tilhængere af hans kult (Santiaguistas) protektion for Spanien under hans navn, i modsætning til dem, der favoriserede Teresa af Ávila. 
Santiaguistas overvandt og vandt denne religiøse debat ved at udnævne ham til skytshelgen af Spanien indtil november 1760, da pave Clemens XIII ophævede denne ære og officielt erklærede den ubesmittede undfangelse som protektor for Spanien som et land og installerede den historiske apostel Jakob den ældre som skytshelgen for det spanske folk.